# Sonic Origins
Sonic Origins (ソニックオリジンズ Sonikku Orijinzu?) es una compilación de videojuegos de Sonic the Hedgehog producida por Sega. Incluye remasterizaciones de los primeros cuatro videojuegos de la serie Sonic: Sonic the Hedgehog (1991), Sonic the Hedgehog 2 (1992), Sonic CD (1993) y Sonic the Hedgehog 3 & Knuckles (1994). Los videojuegos son jugables en su formato original y en un nuevo formato de pantalla ancha que suprime las vidas. Sonic Origins agrega modos de juego y misiones adicionales, que permiten a los jugadores desbloquear contenido en un museo dentro del videojuego.
Sonic Origins fue ideado tras el lanzamiento de la película de Sonic de 2020; debido a la afluencia de nuevos fanáticos, el jefe de Sonic Team, Takashi Iizuka, quería que los videojuegos antiguos de Sonic estuvieran disponibles en hardware moderno. Fue desarrollado principalmente en Sega, aunque Simon Thomley, que trabajó en Sonic Mania (2017), desarrolló la remasterización de Sonic 3 & Knuckles. Sonic Origins fue lanzado el 23 de junio de 2022, en el 31.º aniversario de la serie, para las plataformas Nintendo Switch, PlayStation 4, PlayStation 5, Windows, Xbox One y Xbox Series X/S.

## Contenido
Sonic Origins recopila y remasteriza los primeros cuatro videojuegos de plataformas de la serie Sonic the Hedgehog de Sega: Sonic the Hedgehog (1991), Sonic the Hedgehog 2 (1992), Sonic CD (1993) y Sonic the Hedgehog 3 & Knuckles (1994). Estos videojuegos fueron lanzados originalmente para Sega Mega Drive y Sega CD. También se incluye el minijuego "Blue Spheres" de Sonic 3 & Knuckles. El jugador controla a Sonic the Hedgehog, Miles "Tails" Prower y Knuckles the Echidna mientras intentan evitar que el Doctor Robotnik robe las Esmeraldas del Caos. Los personajes atraviesan niveles de desplazamiento lateral a altas velocidades mientras recolectan anillos, derrotan a enemigos y jefes y encuentran secretos. A diferencia de los videojuegos originales, el jugador puede controlar a Tails y Knuckles en cualquier videojuego, con la excepción de Knuckles en Sonic CD.
Sonic Origins presenta dos versiones de cada videojuego: el "modo Clásico" es el formato original, presentado en una relación de aspecto 4:3, mientras que el "modo Aniversario" cuenta con soporte para pantallas panorámicas y elimina las vidas. Un "modo Historia" permite a los jugadores jugar los cuatro videojuegos en secuencia, con nuevas escenas animadas. Los nuevos modos incluyen un modo Boss rush en el que los jugadores deben enfrentar a los jefes uno tras otro; un modo Espejo que invierte los diseños de niveles; y un modo de misiones que desafía a los jugadores a completar objetivos específicos. Jugar en estos modos le permite al jugador ganar monedas y comprar contenido en un museo dentro del videojuego o intentos adicionales en etapas especiales. Los jugadores que reserven el juego comenzarán con 100 monedas y el modo Espejo desbloqueado. La estética del menú, un conjunto de misiones más difíciles y música de Sonic Spinball (1993), Knuckles' Chaotix (1995) y Sonic 3D Blast (1996) para el reproductor de música del museo están disponibles como contenido descargable.

## Desarrollo
Sonic Origins fue ideado junto con Sonic Colors: Ultimate (2021) luego del lanzamiento de la película de Sonic de 2020. Debido a que la película atrajo a muchos fanáticos nuevos, el jefe de Sonic Team, Takashi Iizuka, quería que los videojuegos antiguos de Sonic estuvieran disponibles en formatos modernos. Iizuka señaló que, aunque estos videojuegos se vuelven a publicar con frecuencia a través de la emulación, se sentían "retro" en las pantallas modernas debido a sus relaciones de aspecto 4:3; quería que Sonic Origins los modernizara con soporte de pantalla panorámica y nuevas funciones para atraer tanto a los fanáticos nuevos como a los veteranos.
La compilación se desarrolló principalmente internamente en Sega, que se encargó de la presentación y consolidación de los videojuegos incluidos. Las remasterizaciones de Sonic the Hedgehog, Sonic 2 y Sonic CD se basan en las nuevas versiones realizadas en Retro Engine lanzadas entre 2011 y 2013; Christian Whitehead, creador de Retro Engine, lo actualizó para permitir que las nuevas versiones puedan ser ejecutadas en una compilación. Simon Thomley y su estudio Headcannon, que trabajaron en las nuevas versiones de Retro Engine y Sonic Mania (2017), desarrollaron la remasterización de Sonic 3 & Knuckles para la compilación y ayudaron en la preparación de los otros videojuegos. Powerhouse Animation Studios produjo las nuevas escenas con el artista veterano de Sonic, Tyson Hesse, con un guion escrito por el escritor de cómics de Sonic, Ian Flynn.

## Lanzamiento
Sonic Origins se anunció durante una transmisión en vivo para conmemorar el 30.º aniversario de la franquicia de Sonic el 27 de mayo de 2021, y su lanzamiento se produjo para el 23 de junio de 2022, en el 31.º aniversario de la serie, para las plataformas Nintendo Switch, PlayStation 4, PlayStation 5, Windows, Xbox One y Xbox Series X/S. La compilación marca el primer relanzamiento de Sonic 3 & Knuckles desde 2011, luego de la especulación de que los problemas de licencia de la banda sonora que surgieron de la participación de Michael Jackson con Sonic the Hedgehog 3 estaban impidiendo nuevos lanzamientos.
SEGA solo distribuyo la compilación en formato digital, dejando de lado una edición física, lo que causó el desagrado de los fanáticos, aunque la compañía afirmó que es consciente de la demanda de una versión física de la recopilación, por lo que no queda descartado el lanzamiento de una edición física en el futuro.
En marzo de 2023, SEGA anunció una versión mejorada y ampliada de Sonic Origins, titulada Sonic Origins Plus, en el que se incluyen novedades como el juego base, 12 juegos emulados de la serie de Sonic de la consola portátil de SEGA, Game Gear, la posibilidad de usar a personajes como Knuckles en Sonic CD y a Amy en los 4 juegos principales de la recopilación, además de tener todos los contenidos descargables disponibles. La edición física cuenta con 2 novedades exclusivas, una carátula del juego con arte de la consola Sega Genesis y un libro de ilustraciones del juego. La expansión del título llegó el 23 de junio de 2023, un año después del lanzamiento del juego original.